# Djigbé
Djigbé ist eine Stadt und ein Arrondissement im Departement Atlantique in Benin in Westafrika. Es ist eine Verwaltungseinheit, die der Gerichtsbarkeit der Kommune Zè untersteht.

## Demografie und Verwaltung
Gemäß der Volkszählung 2013 des beninischen Statistikamtes INSAE hatte das Arrondissement 4272 Einwohner, davon waren 2060 männlich und 2212 weiblich.
Von den 101 Dörfern und Quartieren der Kommune Zè entfallen sieben auf Djigbé:
1. Agoundji
2. Awassou
3. Djigbé-Aguè
4. Djigbé-Gbodjè
5. Gbagodo
6. Sèssivali
7. Wo-Togoudo